# Eudox (poeta còmic)
|  | No s'ha de confondre amb Eudox de Cnidos, Eudox de Cízic, o Eudox de Rodes. |

Eudox (grec antic: Εὔδοξος, llatí: Eudoxus), fill d'Agàtocles, fou un poeta còmic de la nova comèdia atenesa natural de Sicília. Va guanyar vuit competicions, tres a les Dionísies i cinc a les Lenees. Es coneix el títol de dues obres seves: Ναύκληρος i ῾Υποβολιμαῖος.